# Chāh-e Şaḩārī
Chāh-e Şaḩārī (persiska: چاه صحاری, چاه ساری) är en ort i Iran.   Den ligger i provinsen Hormozgan, i den södra delen av landet, 1 000 km söder om huvudstaden Teheran. Chāh-e Şaḩārī ligger 12 meter över havet och antalet invånare är 346.
Terrängen runt Chāh-e Şaḩārī är varierad. Havet är nära Chāh-e Şaḩārī åt sydost.Runt Chāh-e Şaḩārī är det ganska tätbefolkat, med 60 invånare per kvadratkilometer. Närmaste större samhälle är Bandar-e Khamir, 10,4 km sydväst om Chāh-e Şaḩārī. 